# 1515
| 1515               |
| ------------------ |
| Dødsfald - Fødsler |
|                    |

| Gregoriansk kalender | 1515 MDXV               |
| Ab urbe condita      | 2268                    |
| Armensk kalender     | 964 ԹՎ ՋԿԴ              |
| Kinesiske kalender   | 4211 – 4212 甲戌 – 乙亥 |
| Etiopisk kalender    | 1507 – 1508             |
| Jødisk kalender      | 5275 – 5276             |
| Hindukalendere       |                         |
| - Vikram Samvat      | 1570 – 1571             |
| - Shaka Samvat       | 1437 – 1438             |
| - Kali Yuga          | 4616 – 4617             |
| Iransk kalender      | 893 – 894               |
| Islamisk kalender    | 921 – 922               |

Konge i Danmark: Christian 2. 1513-1523
Se også 1515 (tal)

## Begivenheder
- 13. januar – Et jordskælv skræmmer den Københavnske befolkning.
- 4. maj – Laterankoncilet erklærer, at bøger kun må udsendes med de gejstlige myndigheders tilladelse
- 12. august - Christian 2. fejrer bryllup med Elisabeth af Habsburg

## Dødsfald
- 1. januar - Kong Louis den 12. af Frankrig (født 1462).